# Provincia di Ifugao
Ifugao è una provincia delle Filippine, situata nella parte centrale di Luzon nella Regione Amministrativa Cordillera.
Il capoluogo è Lagawe.

## Storia
Questa provincia è stata parte della Mountain Province fino al 1966 quando il Republic Act n.4695 del 18 giugno ne decretò la separazione.
Il nome, che è anche il nome della popolazione, del loro linguaggio, nonché del fiume principale che attraversa la provincia, proviene dal termine ipugo che è una parola composta da "i" (da) e "pugo" (terra, collina) che dunque sta a significare "popolo che viene dalla collina". Sotto gli spagnoli Ipugo divenne Ipugao che poi gli statunitensi trasformarono nella forma attuale di Ifugao.

## Geografia fisica
La provincia di Ifugao confina con le seguenti province: a nord con Mountain Province, ad est con Isabela, a sud con Nueva Vizcaya, ad ovest con Benguet. Il territorio di questa provincia che non ha sbocchi sul mare, è caratterizzato dal paesaggio montuoso della Cordillera Central ma ha anche zone pianeggianti, adatte allo sfruttamento agricolo.
Ifugao ospita i famosi Terrazzamenti di Banaue, sito definito Patrimonio dell'umanità dall'UNESCO per l'alto valore paesaggistico e naturalistico costituito da una lunga serie di antichi terrazzamenti realizzati a mano, per la coltivazione del riso sugli impervi crinali montuosi, al di sopra dei 1.500 m s.l.m.

## Geografia antropica

### Suddivisioni amministrative
La provincia di Ifugao comprende 11 municipalità:
- Aguinaldo
- Alfonso Lista
- Asipulo
- Banaue
- Hingyon
- Hungduan

- Kiangan
- Lagawe
- Lamut
- Mayoyao
- Tinoc

## Economia
La principale risorsa della provincia di Ifugao è l'agricoltura. Alle tradizionali colture di grano e riso si aggiungono ortaggi, caffè e frutta. Per quest'ultima, in particolare per quanto riguarda agrumi, pesche, pere, mango, guava e avocado, c'è un programma di sviluppo specifico attivato nel 1985 in collaborazione con il governo tedesco (allora Germania Occidentale).
Ifugao è all'interno di un'area con un sottosuolo molto ricco di materiali metallici e non. L'attività estrattiva riguarda rame, oro, silice e argento e pirite, così come argilla e calcare.